# Torre de Santa María (Cáceres)
Torre de Santa María es un municipio español, en la provincia de Cáceres, perteneciente a la comunidad autónoma de Extremadura.

## Geografía
La «Torre de Santa María» está situada entre los pueblos de Aldea del Cano, en la  Ruta de la Plata, A-66 y Miajadas, en la autovía A-5 que une Madrid con Badajoz, muy cerca de Montanchez. Por la población pasa la carretera EX-206 y a unos 35 km al sureste de Cáceres, a 50 km al noreste de  Mérida y a unos 30 km al suroeste de  Trujillo.

## Demografía
Torre de Santa María cuenta con una población de 517 habitantes (INE 2024).
| Gráfica de evolución demográfica de Torre de Santa María entre 1842 y 2021                                          |
| |
| Población de derecho según los censos de población del INE Población de hecho según los censos de población del INE |

## Historia
Mediante el «Interrogatorio de la Real Audiencia de Extremadura», a finales del siglo XVIII esta población era una aldea de Montánchez que, a su vez, era su «cabeza de partido». Previamente pertenecía a la Real Chancillería de la Ciudad de Granada de la que dista sesenta y cinco leguas. En esta época este territorio dependía del Priorato de San Marcos de León como «nulius diócesis». El lugar era realengo, es decir, que tenía dependencia directamente del rey. Por aquella época, «contaba con ciento cuarenta y ocho vecinos, incluidos el señor cura y dos sacerdotes».
A la caída del Antiguo Régimen la localidad se constituye en municipio constitucional en la región de Extremadura que desde 1834 quedó integrado en partido judicial de Montánchez. En el censo de 1842 contaba con 200 hogares y 1096 vecinos.

## Patrimonio

### Casas Señoriales
Tiene cinco casas señoriales cuyas disposiciones son de fachada a la calle General Lozano y a un jardín contiguo. La disposición de los elementos de fachada son bastante similares con ciertas características particulares: En varias de ellas tienen un portón central como entrada principal con un balcón sobre el portón y ventanas laterales con rejas de forja. Suelen tener la fachada blasonada y con grandes bloques de  sillería y portones con arcos que, en algún caso están cubiertos con una bóveda de crucería.

### Iglesia de Nuestra Señora de la Asunción
Iglesia parroquial católica está bajo la advocación de Nuestra Señora de la Asunción, a cargo del párroco de Montánchez, en la diócesis de Coria-Cáceres La construcción se llevó a cabo entre finales del siglo XVI y principios del siglo XVII. El  ratablo mayor es de madera  policromada de principios del siglo XVII. La planta es rectangular y de una sola nave que está dividida en cuatro tramos. Los materiales empleados son la mampostería y los  sillares de granito. La torre y la sacristía están situadas al exterior pero adosadas a la nave por el lado de la epístola. Las dos entradas, una a los pies del templo y otra al lado de la epístola. En cuanto a la imaginería destaca, además de la estatua de la titular del templo, una talla pequeña de  san Blas y una talla fechada que data de finales del siglo XV de la  Virgen con el Niño, policromada mediante la técnica del  estofado

## Economía
Las principales actividades económicas que se dan en «Torre de Santa María» son la agricultura y la ganadería. En los últimos años estas actividades vivieron un importante receso debido, en parte, a que no resultaba rentable la explotación de la tierra. Además, la población más joven se dedicó a otro tipo de tareas, como el trabajo en las canteras de la comarca.
Respecto al sector servicios, en el pueblo hay varios comercios pequeños, herrerías, pequeñas constructoras, locales de hostelería, en los que destaca un pequeño complejo hostelero en la entrada del pueblo con tres restaurantes y un hotel. Dentro este minicomplejo y alrededor del acceso al pueblo, se encuentra también una gasolinera, el complejo deportivo y la sede de la mancomunidad a la que pertenece la población. En el interior del pueblo existen pequeños bares y un par de casas rurales. Otro aspecto a destacar en la cuestión social es la existencia de una pequeña residencia de ancianos.

## Cultura
Hay una Casa de cultura, que está compuesta de un espacioso salón de actos, una pequeña biblioteca, un telecentro dónde se dispone de acceso a las nuevas telecomunicaciones de forma gratuita y un par de aulas para el desarrollo a la formación e instrucción de cursos. En cuanto a las asociaciones podemos destacar:
- Las de «Amas de Casa», que se encargan de preparar las degustaciones gastronómicas para amenizar los festejos locales, la organización de «Los Tableros» y la colaboración con la iglesia «Nuestra Señora de la Asunción» para la salida de las procesiones, limpieza, coro y demás menesteres.
- La «Asociación Cultural El Chicurrichi» que se encarga de organizar eventos musicales, de baile tradicional y obras teatrales y también trabaja en colaboración con la de «Amas de Casa» en los eventos gastronómicos.

Otros eventos importantes, mediante la colaboración de las dos asociaciones y la población son los de una feria temática de exhibición con utensilios y herramientas de nuestros ante pasados.

### Fiesta de los Tableros
La fiesta de los Tableros tiene lugar el 21 de septiembre, día de San Mateo, Patrón de Torre de Santa María. Es la fiesta con más tradición de este pueblo. En un principio fue una fiesta pagana, con reminiscencias de las danzas celtas y árabes, para pasar a ser semirreligiosa tal y como han evolucionado en otras poblaciones como Tablas en Albalá, Tableros de Valdefuentes y Tablas de San Blas en Montánchez: Se comienza nombrando a las tableras el día de San Juan. Tradicionalmente las elegía la Iglesia y su número era de seis en adelante; las dos primeras eran las madrinas de San Mateo y las demás tableras acompañantes de las madrinas. En la actualidad ya no las nombra la Iglesia sino que se prestan voluntarias entre ellas para ejercer este «cargo». Lo normal es que sean jóvenes solteras aunque, a falta de ellas, ha habido años en que han sido casadas o niñas de entre diez y doce años. Todas ellas son madrinas y tableras de San Mateo y antiguamente las madrinas eran las que confeccionaban todos los tableros. Ahora cada joven, soltera o casada, se ocupa del suyo. Las madrinas llevan los refajos bordados, mantón de Manila o pañuelos,  mandil negro y una rodilla en la cabeza hecha de cintas. Una vez elegidas las tableras, cada una ha de buscar su danzador y contar además con los guías del baile, tambor y flauta, que son los que van a dar el tono, sentido y dirección a las danzas del «Chicurrichi», comenzando a ensayar con casi de un mes de antelación.
Era costumbre que las tableras pidieran un donativo en especies en todas las casas del pueblo para realizar los tableros. Antiguamente los torregueños contribuían con trigo, avena, huevos o cualquier otro producto que hubiera en casa pero esta contribución es últimamente económica. Aproximadamente dos días antes de las fiestas comienzan a prepararse los tableros. Todas las características y condiciones que deben cumplirse están bien definidas por la tradición: 
- El elemento fundamental es la tabla, cuya medida es de, aproximadamente 1,50 m de largo por 0,50 m de ancho y era la misma que se utilizaba para llevar el pan a cocer al horno.
- Otro elemento importante es la mesa donde se elaboran las viandas y se lleva a la plaza del pueblo. Es una mesa tocinera pequeña de las que había hasta no hace mucho en casi todas las casas. Las medidas suele ser de 0,50x0,60x0,60 m pero, al ser de fabricación artesanal, no hay medidas estándar.
- Sobre la mesa va una carpeta tejida en vivos colores y sobre esta se asienta el tablero. Encima de esta va un peinador con ricas y bellas puntillas de ganchillo o malla y con bordados calados tal y como se llevaban antiguamente en los ajuares.
- Sucesivamente se colocan encima del peinador seis panes redondos, u ocho emparejados. Sobre dichos panes se prenden tres arcos de mimbre que se adornaran con flores de tela plástico o material similar.
- A los arcos se les unen varas transversales de mimbre con las cuales queda formada el armazón. Estas varas irán recubiertas de ramas de  aralia verde salvaje recogida en los alrededores.
- A continuación se colocan los dulces, que suelen ser flores fritas, roscas de lustre y roscones cocidos al horno para colgar de arcos y varas y, en la parte central apoyada sobre el tablero, se suele colocar  brazos de gitano, queso de almendras, repelaos, empanadas rellenas con bizcocho, etc.
- Queda colocar las banderas, que son de papel y de tela. Las banderas de papel están hechas de «papel de seda» picado y colocadas sobre un palo de  gamonitos. Cada tablero lleva al menos dos banderas de papel en cada pan. Las dos banderas bordadas en tela y van colocadas en los panes de delante. Una lleva el nombre de la tablera y la otra alude al año y al santo patrón  San Mateo; esta suele llevar una foto de san Mateo, además de bordados, borlones y flecaduras.
- Los tableros se preparan en un local del que saldrán según el orden establecido de antemano y ya en la calle se colocan en la cabeza de la tablera correspondiente. Así comienza el desfile de tableros con sus danzadores, andando al ritmo que marca el tambor y la flauta con el tradicional e inconfundible chicurrichi.
- Una vez en la plaza a la orden del guía se colocan en las mesas previamente dispuestas y comienza el baile del «chicurrichi», en el que solo participan los danzadores, el pandero y la flauta.
- Una vez terminado el baile se da paso a la subasta de los tableros. Cuando se subasta un tablero la mitad de los danzadores van a llevarlo a la casa de la persona que se quedó con él, mientras tanto se subasta el segundo y así sucesivamente.
- El dinero que se recauda es para la Iglesia, para que el sacerdote lo destine a aquellas necesidades más apremiantes.
- Días después, el sacerdote tiene la obligación de invitar a una buena comida a madrinas y danzadores para darle las gracias por haber hecho posible que la fiesta se haya celebrado un año más.[13]

### La Encina Nieta
La «Encina Nieta» es uno de los emblemas de la localidad. Recientemente ha sido declarada Árbol singular. Situada a las afueras del municipio, tiene unos cinco metros de circunferencia en la base del tronco. Se calcula que tiene unos 500 años y es digna de ser visitada por los amantes de la naturaleza.